# ت ع م−01:00
|  | ت ع م−01:00 | توقيت الرأس الأخضر                                                                |
|  | ت ع م±00:00 | توقيت غرب أوروبا، توقيت غرينيتش                                                   |
|  | ت ع م+01:00 | توقيت وسط أوروبا، توقيت غرب إفريقيا، توقيت غرب أوروبا الصيفي                      |
|  | ت ع م+02:00 | توقيت شرق أوروبا، توقيت وسط إفريقيا، توقيت غرب إفريقيا الصيفي، توقيت جنوب إفريقيا |
|  | ت ع م+03:00 | التوقيت العربي القياسي، توقيت شرق إفريقيا                                         |
|  | ت ع م+04:00 | توقيت موريشيوس، توقيت سيشل                                                        |

ت ع م−01:00 (بالإنجليزية: UTC−01:00)‏، هو معرف لمنطقة زمنية تقع بعد التوقيت العالمي المنسق (ت ع م) بساعة واحدة −01، ويستخدم لقياس الوقت.

## التوقيت الرسمي

### طوال السنة
أفريقيا
- الرأس الأخضر

### شتاءًا فقط
- غرينلاند − منطقة إيتوكورتيرمايت
- البرتغال − جزيرة الأزور